# Kedalemanwetan
Kedalemanwetan is een bestuurslaag in het regentschap Kebumen van de provincie Midden-Java, Indonesië. Kedalemanwetan telt 2220 inwoners (volkstelling 2010).